# Nubar Pasza
Boghos Nubar Pasza (arab. بوغوص نوبار باشا, orm. Պօղոս Նուպար փաշա; ur. w styczniu 1825 w Smyrnie w Imperium Osmańskim, zm. 14 stycznia 1899 w Paryżu) – egipski polityk ormiańskiego pochodzenia, pierwszy premier Egiptu. Na przestrzeni swej kariery trzykrotnie sprawował urząd premiera: po raz pierwszy od sierpnia 1878 do 23 lutego 1879, po raz drugi od 10 stycznia 1884 do 9 czerwca 1888 i wreszcie od 16 kwietnia 1894 do 12 listopada 1895.

## Lata młodości
Urodził się w Smyrnie, dzisiejszym Izmirze w Turcji jako syn ormiańskiego kupca nazwiskiem Mgrdich, który ożenił się z krewną beja Boghosa Jusufiana, wpływowego ministra Muhammada Alego. Bej Boghos obiecał zająć się przyszłością młodego krewniaka i za jego radą chłopiec został wysłany najpierw do Vevey, a następnie do Tuluzy, by pobierać nauki u jezuitów, którzy wpoili mu znakomitą znajomość języka francuskiego.
Przed ukończeniem osiemnastego roku życia przybył do Egiptu i po kilkunastu miesiącach stażu w charakterze sekretarza beja, który był w tym czasie ministrem gospodarki i spraw zagranicznych, został drugim sekretarzem kedywa. W 1845 został pierwszym sekretarzem Ibrahima Paszy, któremu towarzyszył w specjalnej misji do Europy.
Abbas Pasza, następca Ibrahima od 1848, zaangażował Nubara na tych samych warunkach i posłał go w 1850 do Londynu jako swego przedstawiciela w sporze z sułtanem tureckim żądającym by Egipt pozostał w rękach rodziny Muhammada Alego. Misja zakończyła się pełnym sukcesem, za co Nubar mianowany został bejem; w 1853 został posłany z podobnym zadaniem do Wiednia, gdzie przebywał do śmierci Abbasa w lipcu 1854.
Nowy wicekról Egiptu, Sa’id Pasza, natychmiast go zdymisjonował, ale po dwóch latach uczynił zeń swego głównego sekretarza, a następnie powierzył mu pieczę nad całością usług transportowych na szlaku handlowym wiodącym przez Egipt do Indii. Nubar okazał się niezastąpiony przy budowie linii kolejowej z Kairu do Suezu. Po jakimś czasie wrócił do funkcji sekretarza Sa’ida, którą to pozycję utrzymał aż do śmierci władcy w 1863.

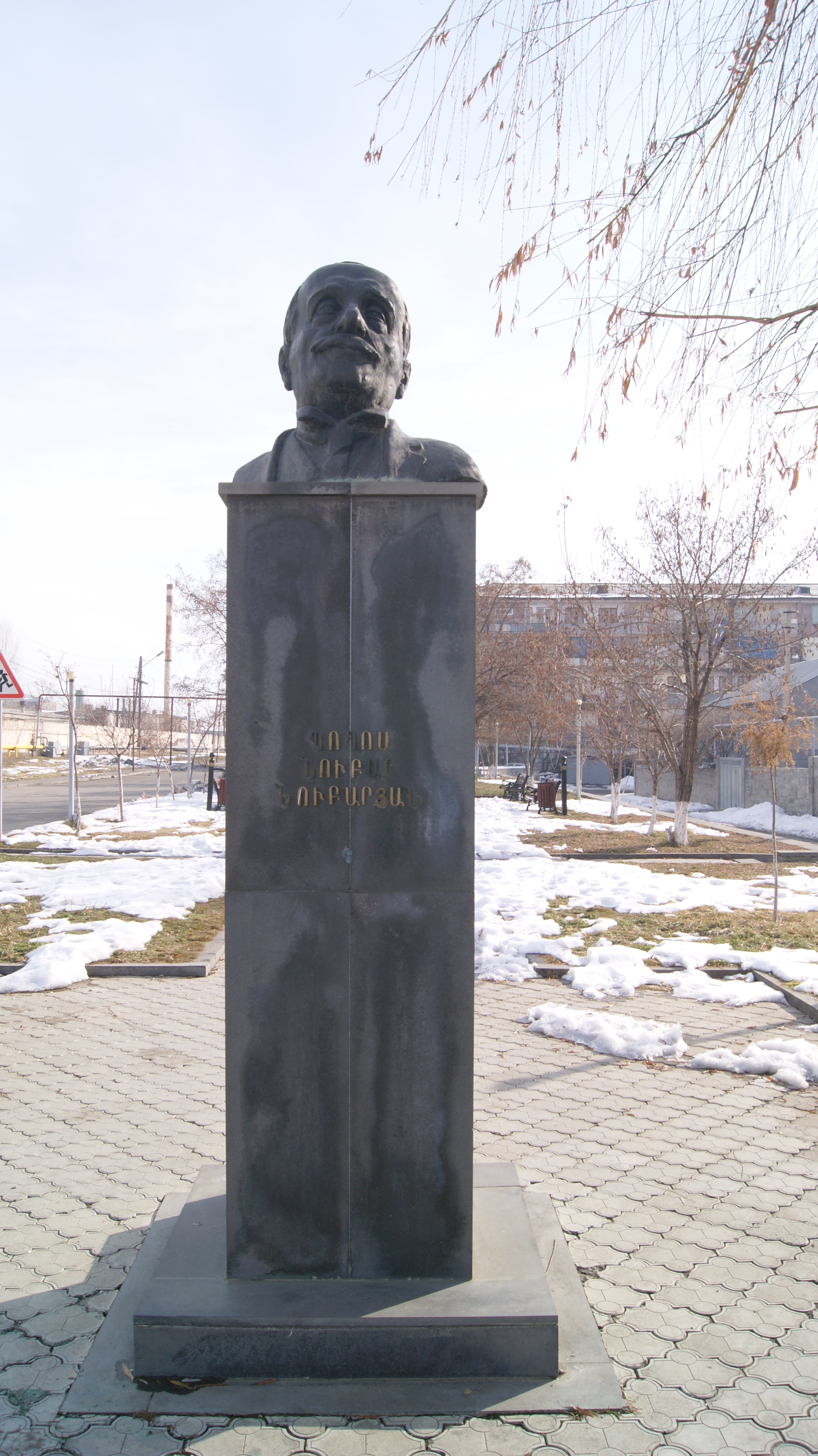
Popiersie Nubara Paszy w Erywaniu (dzielnica Nubaraszen)

## Minister Isma’ila
Po objęciu władzy przez Isma’ila Paszę Nubar poczuł się panem swego losu. Obaj traktowali się po przyjacielsku; Isma’il był nadto bardziej przewidywalny od swych poprzedników, a do zdolności Nubara przekonywać się nie musiał, o czym świadczy fakt i wysłał go natychmiast z delikatną misją do Stambułu, nie tylko w celu powiadomienia sułtana o sukcesji, ale również dla uzyskania zgody na kilka przedsięwzięć, w tym przede wszystkim ukończenie Kanału Sueskiego, zmianę tytułu na "kedyw" i zmianę linii dziedziczenia stanowiska.
W pierwszej sprawie odniósł pełny sukces; sułtan, przekonany, że kanał to jedynie niewinna mrzonka, zgodził się bez wahania. Ucieszony Isma’il mianował Nubara paszą, a sułtan zatwierdził tytuł tak rzadko przyznawany chrześcijanom. Była to jednak dopiero połowa spraw do załatwienia. Teraz Nubar został wysłany do Paryża, by uzyskać zgodę na oddzielenie Egiptu i Canal Company. W przypływie tego, co sam nazywał "kosztownym entuzjazmem", zostawił kwestię arbitrażowi samego cesarza Napoleona, co kosztowało Egipt 4 milionów funtów szterlingów. Po powrocie został pierwszym ministrem robót publicznych Egiptu, a w 1866 ministrem spraw zagranicznych natychmiast wysłanym do Stambułu dla załatwienia dwóch zaległych spraw.
W czerwcu 1867 Isma’il został oficjalnie uznany kedywem Egiptu z prawem dziedziczenia przez najstarszego syna. Ale teraz przed Nubarem stanęło zadanie trudniejsze do wykonania niż wszystkie poprzednie. Starożytny system przepisów prawnych zwanych kapitulacjami, obowiązujący w Imperium Osmańskim od XV wieku, w Egipcie urósł do pokracznej postaci siedemnastu imperia in imperio: siedemnaście konsulatów siedemnastu odrębnych państw dysponowało siedemnastoma kodeksami, na mocy wyłącznie których ich poddani mogli być sądzeni. Francuza można było pozwać tylko przed sąd francuski, z apelacją w Aix-en-Provence, Włocha przed włoskim, Rosjanina przed rosyjskim. Propozycja Nubara polegała na tym, by wszystkie te sądy zastąpić trybunałem międzynarodowym operującym jednym, zunifikowanym kodeksem. Wygrał, mimo sprzeciwu wszystkich zainteresowanych sił, zwłaszcza zaś Wysokiej Porty, co stawia go w szeregu najwybitniejszych polityków tamtych czasów.
Ekstrawagancka polityka Isma’ila, za co trudno w pełni obarczać Nubara, zaprowadziła Egipt na krawędź bankructwa i doprowadziła do interwencji Wielkiej Brytanii i Francji. Pod presją Isma’il musiał zgodzić się na powstanie połączonych ministerstw z Nubarem i Charlesem Riversem Wilsonem jako ministrami finansów i markizem de Blignières jako ministrem robót publicznych. Nubar, czując wsparcie Wielkiej Brytanii i Francji, chciał zredukować pozycję Ismai’la do konstytucyjnego monarchy, ale uparty Isma’il poderwał kilka oddziałów armii do puczu przeciw własnemu ministrowi. Brytyjski i francuski rząd, zamiast wesprzeć ministra przeciw kedywowi, zgodziły się na dymisję Nubara, ale gdy za nią poszły dymisje Riversa Wilsona i de Blignièresa zrozumiały, że sytuacja staje się krytyczna, wobec czego wymogły na sułtanie odwołanie Ismai’la i powołanie jego syna Taufika na kedywa (1879). Nubar był poza rządem do 1884.

## Koniec kariery
W międzyczasie Wielka Brytania postanowiła interweniować zbrojnie – stoczona została bitwa pod Tel-el-Kebir, Arabi Pasza został ukarany, a sir Evelyn Baring (późniejszy lord Cromer) zastąpił sir Edwarda Baldwina Maleta. Rząd brytyjski, za namową Baringa, obstawał przy ewakuacji Sudanu, Muhammad Szeryf Pasza został zmuszony do rezygnacji z urzędu premiera, na które to stanowisko powołano ponownie bardziej spolegliwego Nubara, który mógł prowadzić politykę, z którą się otwarcie nie zgadzał, ale którą uważał za jedyną możliwą pod brytyjskim dyktatem. W tym czasie zwykł był mawiać: Nie jestem tu by rządzić Egiptem, ale by wykonywać brytyjskie polecenia. Jestem tylko od oliwienia cudzych kół.
Rijad Pasza, który nastał po nim, był, z ośmiomiesięczną przerwą, premierem do kwietnia 1894, kiedy to Nubar powrócił na stanowisko. Do tego czasu lord Cromer zdołał całkowicie opanować rząd i administrację, a Nubar pojął, że jego rola jako premiera sprowadza się do zasady: Cromer jest prawdziwym władcą Egiptu, a po śmierci Taufika w 1892 nie było innego wyjścia niż bezpośrednia władza Brytyjczyków.
W listopadzie 1895 Nubar zakończył swą 50-letnią karierę i przeszedł na emeryturę. Żył jeszcze trzy lata, dzieląc czas pomiędzy Kair i Paryż, gdzie zmarł.
Nubaraszen, przedmieście Erywania, zostało zbudowane z jego inicjatywy i dziś nosi jego imię.